# Washington Redskins 1979
La stagione 1979 dei Washington Redskins è stata la 48ª della franchigia nella National Football League e la 43ª a Washington. Sotto la direzione del capo-allenatore Jack Pardee la squadra ebbe un record di 10-6, classificandosi terza nella NFC East e mancando l'accesso ai playoff per il terzo anno consecutivo. La squadra era ancora in corsa nell'ultima giornata ma fu sconfitta dai Dallas Cowboys con una rimonta dell'ultimo minuto guidata dal quarterback Roger Staubach che, accoppiata alla contemporanea vittoria dei Chicago Bears sui St. Louis Cardinals, li escluse dalla post-season.

## Scelte nel Draft 1979
| Scelte dei Redskins nel Draft 1979 |        |               |               |                  |
| Giro                               | Scelta | Giocatore     | Ruolo         | College          |
| 4                                  | 103    | Don Warren    | Tight end     | San Diego State  |
| 7                                  | 182    | Rich Milot    | Linebacker    | Penn State       |
| 9                                  | 233    | Kris Haines   | Wide receiver | Notre Dame       |
| 11                                 | 289    | Monte Coleman | Linebacker    | Central Arkansas |
| 11                                 | 300    | Tony Hall     | Wide receiver | Knoxville        |

## Roster
| Roster dei Washington Redskins nel 1979 |
| --- |
| Quarterback - 12 Fred Mortensen - 11 Kim McQuilken - 7 Joe Theismann Running Back - 30 Ike Forte - 34 Bobby Hammond - 22 Buddy Hardeman KR/PR - 38 Clarence Harmon FB - 25 Benny Malone - 35 Lonnie Perrin - 44 John Riggins FB Wide Receiver - 88 Danny Buggs - 81 Chris DeFrance - 80 Kris Haines - 80 John McDaniel - 83 Ricky Thompson Tight End - 86 Phil DuBois - 84 Jean Fugett - 89 Grady Richardson - 85 Don Warren Offensive Linemen - 63 Fred Dean G - 67 Greg Dubinetz T - 66 Ted Fritsch Jr. C - 75 Terry Hermeling T - 54 Bob Kuziel C - 64 Ron Saul G - 74 George Starke T - 73 Jeff Williams G Defensive Linemen - 79 Coy Bacon DE - 69 Perry Brooks DT - 65 Dave Butz DT - 77 Joe Jones DE - 71 Karl Lorch DE - 78 Paul Smith DT - 72 Diron Talbert DT Linebacker - 51 Monte Coleman OLB - 59 Brad Dusek OLB - 82 Dallas Hickman OLB/DE - 58 Don Hover MLB - 57 Rich Milot OLB - 52 Neal Olkewicz MLB - 50 Pete Wysocki OLB Defensive Back - 26 Don Harris FS - 27 Ken Houston SS - 20 Joe Lavender CB - 29 Mark Murphy FS - 24 Lemar Parrish CB - 23 Tony Peters CB/SS - 47 Ray Waddy CB Special Team - 4 Mike Bragg P - 3 Mark Moseley K |
| Legenda - I rookie sono in corsivo. - Il primo ruolo è il principale mentre gli eventuali successivi indicano i ruoli secondari. - (IR) sta per Injured Reserve ed indica la lista ristretta per un solo giocatore infortunato che può tornare ad allenarsi dopo la settimana 6 e a rientrare in prima squadra dopo che questa ha giocato 8 partite. - (NF-Inj.) / (NF-Ill.) stanno rispettivamente per Non-Football Injured e Non-Football Illness ed indicano le liste dove viene inserito un giocatore che ha un infortunio o una malattia non dipendente dal football americano. - (PUP) sta per Physically Unable to Perform ed indica la lista dove viene inserito un giocatore mentre è in attesa di recuperare la condizione fisica. Nella stagione regolare dopo la sesta partita giocata dalla propria squadra, il giocatore ha tempo tre settimane per riprendere ad allenarsi, più tre settimane aggiuntive dal suo rientro agli allenamenti per rientrare in prima squadra. |

## Calendario
| Stagione regolare |              |                        |           |        |                               |          |         |
| Turno             | Data         | Avversario             | Risultato | Record | Stadio                        | Pubblico | Sintesi |
| 1                 | 2 settembre  | Houston Oilers         | S 27–29   | 0–1    | RFK Stadium                   | 54,582   | Recap   |
| 2                 | 9 settembre  | at Detroit Lions       | V 27–24   | 1–1    | Pontiac Silverdome            | 54,991   | Recap   |
| 3                 | 17 settembre | New York Giants        | V 27–0    | 2–1    | RFK Stadium                   | 54,672   | Recap   |
| 4                 | 23 settembre | at St. Louis Cardinals | V 17–7    | 3–1    | Busch Memorial Stadium        | 50,680   | Recap   |
| 5                 | 30 settembre | at Atlanta Falcons     | V 16–7    | 4–1    | Atlanta-Fulton County Stadium | 56,819   | Recap   |
| 6                 | 7 ottobre    | at Philadelphia Eagles | S 17–28   | 4–2    | Veterans Stadium              | 69,142   | Recap   |
| 7                 | 14 ottobre   | at Cleveland Browns    | V 13–9    | 5–2    | Cleveland Stadium             | 63,323   | Recap   |
| 8                 | 21 ottobre   | Philadelphia Eagles    | V 17–7    | 6–2    | RFK Stadium                   | 54,442   | Recap   |
| 9                 | 28 ottobre   | New Orleans Saints     | S 10–14   | 6–3    | RFK Stadium                   | 52,133   | Recap   |
| 10                | 4 novembre   | at Pittsburgh Steelers | S 7–38    | 6–4    | Three Rivers Stadium          | 49,462   | Recap   |
| 11                | 11 novembre  | St. Louis Cardinals    | V 30–28   | 7–4    | RFK Stadium                   | 50,868   | Recap   |
| 12                | 18 novembre  | Dallas Cowboys         | V 34–20   | 8–4    | RFK Stadium                   | 55,031   | Recap   |
| 13                | 25 novembre  | at New York Giants     | S 6–14    | 8–5    | Giants Stadium                | 72,641   | Recap   |
| 14                | 2 dicembre   | Green Bay Packers      | V 38–21   | 9–5    | RFK Stadium                   | 51,682   | Recap   |
| 15                | 9 dicembre   | Cincinnati Bengals     | V 28–14   | 10–5   | RFK Stadium                   | 52,882   | Recap   |
| 16                | 16 dicembre  | at Dallas Cowboys      | S 34–35   | 10–6   | Texas Stadium                 | 62,867   | Recap   |

Nota: gli avversari della propria division sono in grassetto.

## Classifiche
| NFC East               |    |    |   |      |     |      |     |     |     |
|                        | V  | S  | P | %    | DIV | CONF | PF  | PS  | STR |
| Dallas Cowboys(1)      | 11 | 5  | 0 | .688 | 6–2 | 10–2 | 371 | 313 | V3  |
| Philadelphia Eagles(4) | 11 | 5  | 0 | .688 | 6–2 | 9–3  | 339 | 282 | V1  |
| Washington Redskins    | 10 | 6  | 0 | .625 | 5–3 | 8–4  | 348 | 295 | S1  |
| New York Giants        | 6  | 10 | 0 | .375 | 1–7 | 5–9  | 237 | 323 | S3  |
| St. Louis Cardinals    | 5  | 11 | 0 | .313 | 2–6 | 4–8  | 307 | 358 | S1  |

## Premi
- Jack Pardee:

allenatore dell'anno